# Tim Jackson
Pour les articles homonymes, voir Jackson et Tim Jackson (homonymie).
Tim Jackson (né le 4 juillet 1969 à Sydney) est un ancien athlète australien, spécialiste du sprint et du relais.
Son meilleur temps sur 100 m est de 10 s 24 (+1,8) à Tønsberg, le 20 juillet 1994. L'année suivante, avec le relais australien, il bat à Göteborg lors des championnats du monde d'athlétisme 1995, le record d'Océanie du 4 × 100 mètres en 38 s 17 dont il est toujours détenteur actuellement. Lors de la finale de cette discipline, le relais australien obtient d'ailleurs la médaille d'argent.